# Rastislav Václavik
Rastislav Václavik (ur. 28 lutego 1997 w Bátce) – słowacki piłkarz występujący na pozycji defensywnego pomocnika w polskim klubie Sandecja Nowy Sącz. Wychowanek Tempus Rimavská Sobota i MŠK Žilina. W swojej karierze grał także w MŠK Žilina B i MŠK Rimavská Sobota. Młodzieżowy reprezentant Słowacji do lat 19.